# Meioneta depigmentata
Meioneta depigmentata là một loài nhện trong họ Linyphiidae.
Loài này thuộc chi Meioneta. Meioneta depigmentata được Jörg Wunderlich miêu tả năm 2008.